# 빌랄 엘 카누스
빌랄 엘 카누스(아랍어: بلال الخنوس, Bilal El Khannous, 2004년 5월 10일 ~ )는 벨기에에서 태어난 모로코의 축구 선수로, 현재 잉글랜드 프리미어리그의 레스터 시티에서 공격형 미드필더로 뛰고 있다.